# Gaozhuang (socken i Kina, Shandong, lat 36,18, long 117,64)
Gaozhuang (kinesiska: 高庄街道, 高庄) är en socken i Kina. Den ligger i provinsen Shandong, i den östra delen av landet, omkring 78 kilometer sydost om provinshuvudstaden Jinan. Antalet invånare är 83349. Befolkningen består av 41 824 kvinnor och 41 525 män. Barn under 15 år utgör 15,0 %, vuxna 15-64 år 73 %, och äldre över 65 år 11,0 %.
Genomsnittlig årsnederbörd är 840 millimeter. Den regnigaste månaden är juli, med i genomsnitt 284 mm nederbörd, och den torraste är januari, med 7 mm nederbörd.